# Kabinett Nitti II
Das Kabinett Nitti II regierte das Königreich Italien vom 21. Mai 1920 bis zum 15. Juni 1920. Ministerpräsident war erneut Francesco Saverio Nitti, der bereits das Vorgängerkabinett Nitti I anführte.

## Entstehung und Entwicklung
Das Kabinett Nitti II war das 54. Kabinett des Königreiches und 18 Tage im Amt. Es wurde von den Liberalen, Partito Popolare Italiano (PPI), Radikalen, und Partito Socialista Riformista Italiano unterstützt. Nach dem Rücktritt der Vorgängerregierung, gelang es Nitti eine neue Regierung zu bilden. Mit dem Ministerium Arbeit und Sozialfürsorge, das vom Ministerium für Industrie, Handel und Arbeit ausgegliedert wurde, wurde am 3. Juni 1920 in neues Ministerium geschaffen. 
Nitti war wenige Wochen nach Amtsantritt erneut zum Rücktritt gezwungen. Ausgelöst wurde er durch den Bruch seiner Koalition, die seinen Entschluss den von ihm selbst eingeführten staatlichen Brotpreis wieder aufzuheben, um damit die Staatsschulden zu senken, in weiten Teilen nicht teilte. Als Nachfolger wurde von König Viktor Emanuel III. Giovanni Giolitti mit der Regierungsbildung beauftragt, der mit seinem Kabinett Giolitti V die Regierungsgeschäfte übernahm.

## Minister

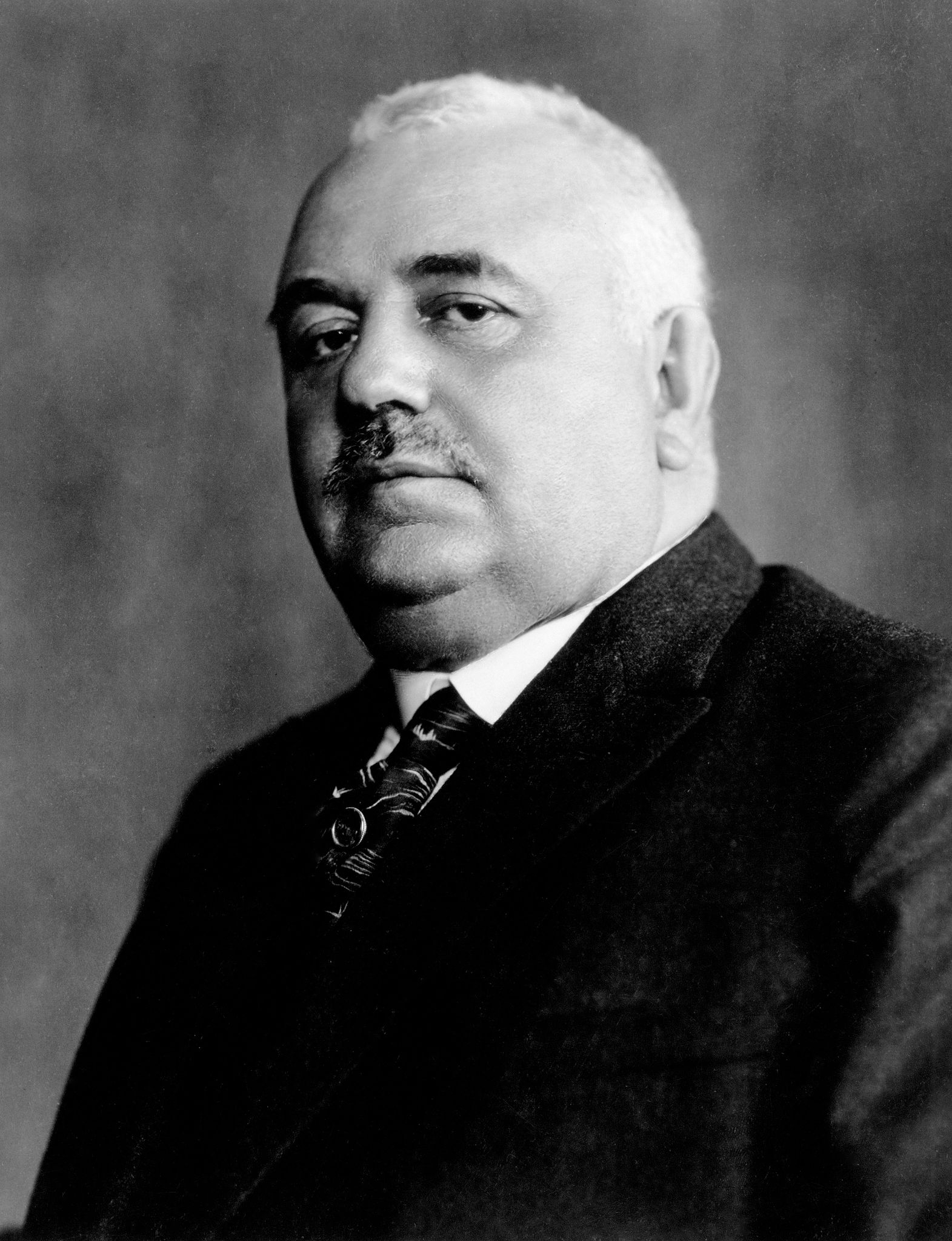
Francesco Saverio Nitti

| Ministerien                                                         | Name                                                              |
| ------------------------------------------------------------------- | ----------------------------------------------------------------- |
| Ministerpräsident                                                   | Francesco Saverio Nitti                                           |
| Äußeres                                                             | Vittorio Scialoja                                                 |
| Inneres                                                             | Francesco Saverio Nitti                                           |
| Justiz und Kirchenangelegenheiten                                   | Alfredo Falcion                                                   |
| Krieg                                                               | Giulio Rodinò                                                     |
| Marine                                                              | Giovanni Sechi                                                    |
| Finanzen                                                            | Giuseppe De Nava                                                  |
| Schatz                                                              | Carlo Schanzer                                                    |
| Öffentliche Arbeiten                                                | Camillo Peano                                                     |
| Bildung                                                             | Andrea Torre                                                      |
| Landwirtschaft                                                      | Giuseppe Micheli                                                  |
| Industrie, Handel und Arbeit Industrie und Handel (ab 3. Juni 1920) | Mario Abbiate Giuseppe De Nava (geschäftsführend ab 3. Juni 1920) |
| Arbeit und Sozialfürsorge                                           | Mario Abbiate (ab 3. Juni 1920)                                   |
| Post und Telegraphie                                                | Giuseppe Paratore                                                 |
| Kolonien                                                            | Meuccio Ruini                                                     |
| Wiederaufbau der vom Feind befreiten Gebiete                        | Alberto La Pegna                                                  |